# Comunidad Ahmadía en Indonesia
Ahmadiyya, en indonesio Ahmadiyah, es un movimiento islámico en Indonesia. La historia más antigua de la Comunidad en Indonesia se remonta a los primeros días del Segundo Califa, cuando durante el verano de 1925, aproximadamente dos décadas antes de la Revolución Indonesia, un misionero de la Comunidad, Rahmat Ali, pisó la isla más grande de Indonesia, Sumatra, y estableció el movimiento con 13 devotos en Tapaktuan, en la provincia de Aceh. La Comunidad tiene una historia influyente en el desarrollo religioso de Indonesia, sin embargo, en los tiempos modernos se ha enfrentado a una intolerancia cada vez mayor por parte de los establecimientos religiosos del país y a las hostilidades físicas de los grupos musulmanes radicales. La Association of Religion Data Archives calcula que hay unos 400 000 musulmanes ahmadíes, repartidos en 542 sucursales en todo el país.

## Historia

### Primer contacto

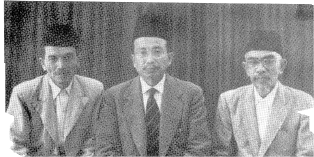
Los tres pioneros, en sus últimos años. De izquierda a derecha: Ahmad Nurdin, Abubakar Ayub, Zaini Dahlan

Desde su nacimiento la comunidad fundada por Mirza Ghulam Ahmad tuvo un fuerte componente misionero. El fundador quiso replicar los métodos empleados por los misioneros cristianos en la India. Por ello, muchas de las primeras mezquitas construidas en países occidentales fueron levantadas por ahmadías.
La historia de la comunidad musulmana Ahmadiyya en Indonesia comienza en 1925, durante la era de las colonización holandesa del archipiélago indonesio, aproximadamente dos décadas antes de la Revolución Indonesia. Sin embargo, el contacto con el pueblo indonesio y los musulmanes ahmadíes de India se remonta a unos años atrás. En 1922, para ampliar sus estudios religiosos, tres estudiantes indonesios, Abubakar Ayyub, Ahmad Nuruddin y Zaini Dahlan, de Sumatra Tawalib, un internado en Sumatra, inicialmente planeaban viajar a instituciones islámicas en Egipto, que durante ese período eran conocidas por su reputación en el  mundo musulmán. Sin embargo, sus maestros les aconsejaron que viajaran a la India, que según ellos se estaba convirtiendo cada vez más en un centro de pensamiento islámico. Se ha sugerido que varias revistas y libros musulmanes ahmadíes publicados en la India fueron ampliamente difundidos en países  de Asia Sudoriental , Singapur, Malasia e Indonesia, en la década de 1920. Además, en octubre de 1920, Khwaja Kamal-ud-Din, el líder del grupo escindido Lahore Ahmadiyya Movement viajó por el Sudeste de Asia donde logró ganar la confianza de algunos musulmanes indonesios. Dio varios discursos en Surabaya y  Batavia que atrajeron titulares en varios periódicos importantes. Se ha postulado que esto puede haber sido el detonante para que los profesores recomendaran un viaje a la India.

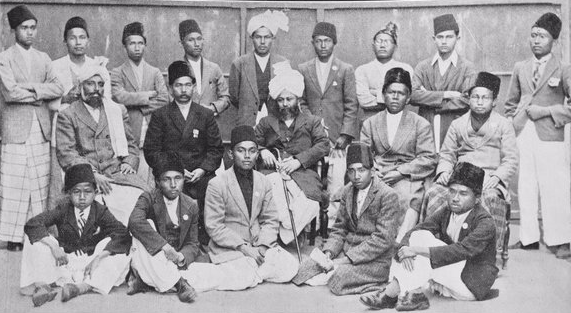
Estudiantes Ahmadi y conversos de las Indias Orientales Neerlandesas en presencia del califa Mirza Basheer-ud-Din Mahmood Ahmad

Al cumplir con el consejo de sus maestros, los tres estudiantes se fueron por separado y se reunieron en la ciudad del norte de la India de Lucknow. Mientras estaban en la ciudad comenzaron su educación en estudios islámicos en "Madrasa Nizhamiyyyah Darun Nadwah" bajo la supervisión de Abdul Bari-al Ansari. Sintiéndose insatisfechos, y tras recordar una conferencia de Khwaja Kamal-ud-Din en  Java, pronto se dirigieron a su ciudad, Lahore, a más de 500 millas al noroeste de Lucknow, y se encontraron con miembros del Movimiento Lahore Ahmadiyya, que en ese momento ya se había dividido con la principal comunidad musulmana ahmadiyya, que todavía tenía su sede en Qadian. Impresionados por las enseñanzas de los ahmadíes bajo la supervisión de Maulana Abdus Sattar, y por otro lado, habiendo descubierto la división de los ahmadíes lahori, decidieron viajar a Qadian. Abundan las múltiples teorías en cuanto a la justificación de este movimiento. Se ha sugerido que los estudiantes deseaban saber más sobre la fuente de las enseñanzas de Ahmadiyya y Mirza Ghulam Ahmad. Sin embargo, una opinión más popular sugiere que Abdus Sattar estaba convencido de la superioridad de la rama principal, la Comunidad Musulmana Ahmadiyya, y que estaba espiritualmente alineado con ellos.
Poco después de su llegada, los tres estudiantes decidieron hacer el  juramento de fidelidad delante del califa Mirza Basheer-ud-Din Mahmood Ahmad y optaron por continuar sus estudios en qadiano. Por invitación, otros 23 estudiantes del internado indonesio "Sumatra Tawalib" llegaron a Qadian para continuar sus estudios islámicos y, habiendo aprendido las enseñanzas de los ahmadíes, también se convirtieron al movimiento ahmadía. En 1924, el califa recorrió el Oriente Medio y  Europa. Habiendo aprendido esto, un número de estudiantes indonesios, mientras estudiaban en qadiano, deseaban que su califa también visitara el este, en particular el archipiélago indonesio. En un discurso formal pronunciado en árabe al califa por Haji Mahmud, portavoz de los estudiantes indonesios en qadiano, los estudiantes expresaron este mismo deseo. El califa, les aseguró que él mismo no podrá visitar Indonesia, pero que pronto enviará un representante, un misionero, a la región. Posteriormente, en el verano de 1925, por orden del califa, Rahmat Ali, misionero del movimiento Ahmadiyya, llegó a Tapaktuan, Aceh, la provincia norteña de la isla de Sumatra. En la historia de la Comunidad, los tres estudiantes mencionados son reconocidos como los primeros pioneros del movimiento Ahmadiyya en Indonesia. A través de sus esfuerzos pioneros, y de varios misioneros de la Comunidad, Ahmadiyya debía extenderse por toda Indonesia.

### Establecimiento

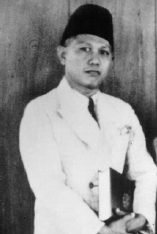
R. Muhyiddin. Primer presidente de la Jemaat ahmadiya indonesia. Murió en 1946.

El 2 de octubre de 1925, con 13 miembros, bajo el liderazgo de Rahmat Ali, se estableció la primera rama del movimiento en Tapaktuan. Unos meses más tarde, en 1926, Rahmat Ali se trasladó a Padang, en la costa oeste de Sumatra y estableció la segunda rama del movimiento. Después de esto, se establecieron varias ramas del movimiento en toda la isla. En 1931, Rahmat Ali se mudó a  Batavia, conocida hoy como Yakarta, capital de Indonesia, en la costa noroeste de  Java. Aunque la Comunidad había establecido varias sucursales en todo el país, no fue hasta que se celebró una conferencia en diciembre de 1935 que se estableció la estructura organizativa de la Comunidad. Muhyiddin fue elegido como el primer presidente de la Comunidad Musulmana Ahmadiyya en Indonesia. La rama indonesia adoptó el nombre Ahmadiyah Qadian Departemen Indonesia, que más tarde fue cambiado a Anjuman Ahmadiyah Departemen Indonesia en junio de 1937. A finales de 1949, después de la Revolución Indonesia, el nombre volvió a cambiarse a "Jemaat Ahmadiyah Indonesia" (JAI), enfatizando así la naturaleza organizativa de la Comunidad y su conexión con la Comunidad Musulmana Ahmadiyya en todo el mundo.
En un desarrollo separado, el Movimiento Lahore Ahmadiyya, que se había separado de la principal comunidad musulmana Ahmadiyya en 1914, envió a su primer misionero Mirza Wali Ahmad Baig en 1926. Aunque el Lahore Ahmadiyya fue establecido en el país el 10 de diciembre de 1928, no fue registrado legalmente en el país (como "Gerakan Ahmadiyah Indonesia" "GAI") hasta el siguiente septiembre. Debido a la falta de esfuerzo producido por los ahmadíes de Lahori en la búsqueda de conversos en Indonesia, y en la fe en general, el grupo no logró atraer a un número considerable de seguidores. En particular, Mira Wali Ahmad Baig fue la última misionera del grupo, en contraste con el principal movimiento Ahmadiyya, que había enviado misionero tras misionero a Indonesia. Debido a la fuerza organizativa adoptada en la actividad misionera en el extranjero, durante la era del segundo Califato, y por varias razones financieras y teológicas, la rama principal de los ahmadiyya tuvo cada vez más éxito en ganar conversos a su interpretación del Islam. Protegida por la Constitución de Indonesia, que garantizaba la libertad religiosa, la comunidad ahmadí siguió creciendo y sufrió poca persecución hasta la caída  del gobierno de Suharto.

### Desarrollo temprano

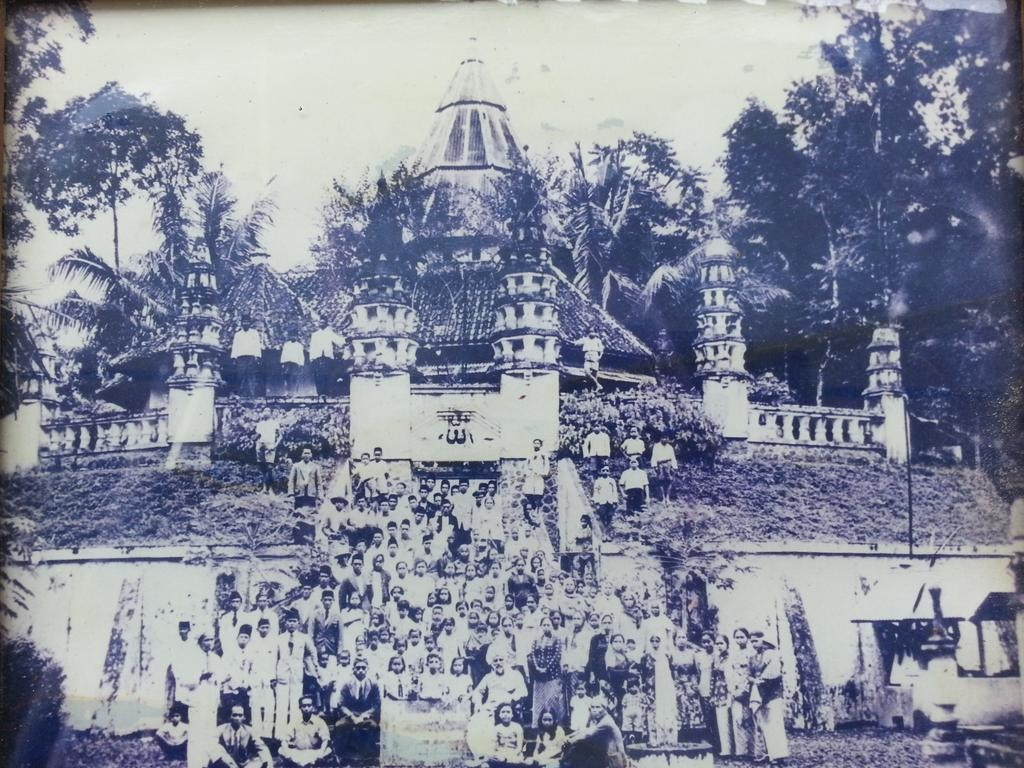
Una comunidad temprana de musulmanes ahmadis frente a una mezquita en Singaparna, Java, a fines de la década de 1920

Las discusiones, conferencias y debates desempeñaron un papel crucial en los primeros avances del movimiento Ahmadiyya en Indonesia. Tan pronto como Rahmat Ali llegó a Tapaktuan, la primera conferencia que organizó fue sobre la muerte de Jesús, sobre la cual los musulmanes ahmadíes tienen una perspectiva teológica distintiva de los principales musulmanes y cristianos. Muchos de los primeros convertidos al movimiento Ahmadiyya se atribuyen a debates teológicos, incluyendo, pero no limitándose a, la muerte de Jesús. Sin embargo, muchas conversiones requerían argumentos más que satisfactorios, y no eran solo los debates los que atraían a la gente. El carisma, la actitud y el "poder espiritual" de los misioneros atrajeron al público. La paciencia ejemplificada por los teólogos ahmadíes frente a las críticas abusivas y la humillación jugó un papel importante.
Un año más tarde, tras la llegada de Rahmat Ali, Tahar Sultán Marajo, un musulmán no ahmadí de la localidad de Pasar Gadang de Padang, Sumatra occidental, formó un comité Komite Mencari Hak —comité para encontrar la verdad— para reunir a los misioneros ahmadíes y a los clérigos ortodoxos con el fin de debatir sobre cuestiones religiosas. Sin embargo, el debate no se produjo porque los clérigos no aparecieron. Según los informes de Ahmadi, algunos de los miembros del comité se convirtieron a Ahmadiyya. Algunos de los debates más famosos, en los primeros años del movimiento, entre los musulmanes ahmadíes de Indonesia y el clero ortodoxo fueron con Persatuan Islam, una organización islámica indonesia fundada en 1923. Los debates eran comunes en Bandung y  Batavia, ambos en la parte occidental de Java. El primer debate con el Islam Persatuano fue sobre la muerte de Jesús, al que asistieron más de 1000 personas y que duró más de tres días durante abril de 1933. En septiembre de ese mismo año se celebró un segundo debate sobre temas más amplios, en el que participaron más de 2000 personas.

### Influencia

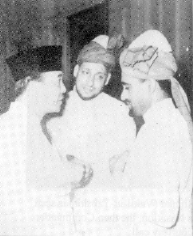
President Sukarno with two Ahmadi leaders: President of Jemaat Ahmadiyah Indonesia and a missionary, at the Presidential Palace, 1950.

Los informes de los misioneros musulmanes ahmadíes y de los analistas sugieren que la literatura ahmadía sobre el cristianismo había ayudado a reforzar la confianza de la población musulmana en la religión islámica, especialmente cuando se enfrentaba al actividad misionera cristiana. Con algunas excepciones, ninguna literatura indonesia proporcionó un análisis crítico del cristianismo y de otras religiones aparte de la de Ahmadiyya. En contraste con el movimiento principal de los ahmadiyya, el pequeño grupo de Lahore Ahmadiyya se centró en las traducciones de la literatura ahmadiyya a neerlandesa][ holandesa, la lengua de los intelectuales indonesios de ese periodo. Con referencia a la actividad misionera de Ahmadiyya, se dice que el presidente Sukarno, el primer presidente de Indonesia después de la independencia, dijo:

La naturaleza de su sistema en la propagación del Islam es a través de un método apologético, es decir, propagando el Islam defendiéndolo contra los ataques ofensivos del mundo cristiano: propagar el Islam mostrando su verdad a los críticos del mundo cristiano.

Según B.J. Boland, la característica apologética y polémica de la literatura ahmadía se ha convertido en una guía e inspiración para las organizaciones musulmanas de toda Indonesia que se ocupan de las actividades misioneras. Aunque los clérigos indonesios sunitas ocultan este hecho al público por temor a suscitar resistencia, algunos reconocen que sus referencias provienen de la literatura de Ahmadiyya. Algunos consideran que el método apologético ahmadí es justificable para tratar con la influencia cristiana en el país, particularmente durante las primeras décadas de la independencia de Indonesia, porque los misioneros cristianos predicaban su religión en medio de una sociedad de mayoría musulmana. La literatura ahmadía proporcionó una herramienta eficaz para defender el islam de las acusaciones cristianas, al tiempo que creaba una atmósfera de superioridad islámica. Sin embargo, después de que Indonesia se estabilizó cada vez más, tras la caída de la actividad misionera cristiana, los principales predicadores sunitas comenzaron a descuidar cada vez más la literatura ahmadía, dando lugar a la persecución.

## Demografía
Según varias estimaciones independientes, el número de musulmanes ahmadíes oscila entre 200 000 y 500 000 miembros, distribuidos en 542 sucursales en toda Indonesia. La Association of Religion Data Archives calcula que hay unos 400 000 musulmanes ahmadíes en el país. Se estima que hay 289 mezquitas ahmadíes y unas 110 casas de misión.
El movimiento Lahore Ahmadiyya, también conocido como "Gerakan Ahmadiyyah Indonesia" (GAI) en Indonesia, tenía sólo 400 miembros hasta la década de 1940. Debido a la falta de esfuerzo producido por los ahmadíes de Lahore en la búsqueda de conversos en Indonesia, y en la fe en general, el grupo no logró atraer a un número considerable de seguidores. En la década de 1970, el número de miembros del grupo se situaba entre 500 y 1000 personas. En la década de 1980, cayó a 708 miembros.

## Estado moderno

### Aumento de la intolerancia
Desde los primeros días del movimiento islámico Ahmadiyya en Indonesia, numerosas fatwas fueron emitidas por organizaciones religiosas indonesias. Uno de los primeros en emitir una fatwa fue el movimiento sunita indonesio Muhammadiyah, que emitió su fatwa en 1929, declarando a cualquiera que no creyera en la finalidad de Muhammad como infiel. Aunque la fatwa no menciona explícitamente a los ahmadíes ni a los musulmanes ahmadíes, se cree que se dirigía contra el movimiento ahmadiyya. Cabe señalar, sin embargo, que Muhammadiyah mantuvo inicialmente relaciones cordiales con el pequeño grupo de Lahore Ahmadiyya, hasta el punto de que se rumoreó que los dos grupos iban a fusionarse. En 1935, los miembros locales del Indonesian Ulema Council en Sumatra Oriental advirtieron por primera vez sobre el estatus  herético de los Ahmadiyya. Sin embargo, no fue hasta 1965 que esta posición se formalizó a través de una fatwa. Habiendo tenido poca influencia, el órgano nacional del Consejo Ulema de Indonesia se ocupó de la cuestión y en 1980 emitió su primera fatwa contra el movimiento Ahmadiyya, aunque excluyó a la escisión del grupo Lahore Ahmadiyya de este calvario. Declaró a los musulmanes ahmadíes fuera del Islam, "desviados" y que el gobierno debe escuchar al Consejo en sus tratos con los musulmanes ahmadíes. Como resultado, el Ministerio de Asuntos Religiosos emitió un comunicado por el que declaraba al movimiento Ahmadiyya como una secta "desviada". Sin embargo, el gobierno de Nuevo Orden del segundo presidente de Indonesia, Suharto, dio poco apoyo en la implementación de la parte final de la fatwa a través de la política de estado actual.
Con las organizaciones islamistas fundamentalistas aún insatisfechas, el Consejo Ulema de Indonesia fue presionado para que emitiera otra fatwa 25 años después, en julio de 2005. Esta vez, el consejo acusó además a los musulmanes ahmadíes de apostasía. La fatwa, titulada "Aliran Ahmadiyah" (rama de Ahmadiyya), citó una fatwa de 1985 de la Organización de Cooperación Islámica sobre los musulmanes ahmadíes y se colocó por encima del gobierno indonesio con respecto a su trato hacia los musulmanes ahmadíes. Exigió que se hiciera cumplir la fatwa. La fatwa ordenó al gobierno que impidiera la difusión de las enseñanzas ahmadíes entre la población musulmana, suspendiera la actividad organizativa del movimiento y sellara todos los edificios públicos ahmadíes, como las mezquitas. Esta fatwa, acompañada de la caída del gobierno de Suharto en 1998, desempeñó un papel fundamental para proporcionar una justificación ideológica y una plataforma abierta para la oposición y la persecución de los musulmanes ahmadíes en todo el país. En la época posterior a Suharto, el gobierno de Yudhoyono pasó por alto en general las hostilidades de los grupos musulmanes radicales contra los musulmanes ahmadíes.
En junio de 2017, grupos de derechos humanos informaron que el gobierno se negó a expedir las tarjetas de identidad estatales de los musulmanes a menos que renunciaran a su creencia.

### Violencia contra los ahmadis
Con violencia y grandes manifestaciones, en 2008, muchos musulmanes en Indonesia protestaron contra los musulmanes ahmadíes. Los conservadores religiosos presionaron al gobierno para que vigilara y acosara a la comunidad y fue quemada una mezquita musulmana ahmadí. La opinión pública de Indonesia estaba dividida en tres partes sobre como se debe tratar a los musulmanes ahmadíes. Algunos sostienen la opinión de que debería prohibirse rotundamente sobre la base de que se trata de una secta "herética" y "desviada", que no figura en la lista de religiones oficialmente reconocidas en Indonesia; mientras que otros sostienen la opinión de que, aunque no debería prohibirse debido a la garantía de la libertad religiosa en la constitución, su proselitismo bajo la bandera del "islam" debería reducirse, sobre la base de que es engañosa. Otros opinaban que la Comunidad debería gozar de una libertad religiosa total basada en el derecho constitucional a la libertad de religión.
Como consecuencia del levantamiento, se institucionalizó la restricción de la libertad religiosa contra los musulmanes ahmadíes mediante un decreto ministerial conjunto. El decreto emitido por el ministro de Asuntos Religiosos, el ministro del Interior y el fiscal general de Indonesia, restringía las actividades de proselitismo de los musulmanes ahmadíes. Los indonesios que violasen el decreto pueden ser condenados a penas de hasta 5 años de prisión. Los grupos de derechos humanos se opusieron a las restricciones por motivos de libertad religiosa.
En julio de 2010, una turba de 200 indonesios rodeó una mezquita ahmadí en la aldea de Manislor, en el distrito de Kuningan, en la provincia de Java Occidental.  La multitud arrojó piedras a la mezquita antes de ser dispersada por la policía. En 2011, la secta se enfrentó a un llamamiento generalizado a favor de una "prohibición total" en Indonesia. El 6 de febrero de 2011, 1500 manifestantes musulmanes radicales rodearon un barrio Ahmadi en Cikeusik, Banten y golpearon hasta la muerte a 3 musulmanes Ahmadi e hirieron a 5, mientras que varios otros musulmanes ahmadi lograron evacuar sus hogares y huyeron para salvar sus vidas. Las imágenes de la paliza a sus cuerpos desnudos, mientras los policías los observaban, fueron publicadas en YouTube y posteriormente difundidas en los medios de comunicación internacionales, ganando la atención del público en general. Los que lograron escapar fueron perseguidos por la multitud, gritando "matar, matar" mientras lanzaban piedras a las víctimas que escapaban. El Instituto Wahid responsabilizó al Presidente Susilo Bambang Yudhoyono de no tomar medidas contra la violencia interreligiosa: "La violencia contra Ahmadis es algo casi cotidiano, pero el Presidente no hace nada al respecto."  Para sorpresa de los grupos de derechos humanos, los jueces del tribunal de Serang sentenciaron a una víctima a seis meses de prisión por el ataque de Cikeusik, por no obedecer a la policía para que "abandonara la casa". En contraste, el veredicto dado a los principales atacantes, que asesinaron a tres musulmanes ahmadíes, se dio entre tres y seis meses. Esto provocó la protesta de los defensores de los derechos humanos y de la comunidad internacional, incluidos los Estados Unidos y la Unión Europea.
A principios de 2013, los funcionarios de la ciudad sellaron la mezquita de Al-Misbah en Bekasi cerca de Yakarta tres veces. En abril de 2014, el Consejo Ulema indonesio de Ciamis en Java Occidental pidió a la comunidad local de Ahmadiyya que cesara sus actividades en la mezquita de Khilafat Nur después de que la policía advirtiera de posibles ataques tras las elecciones legislativas indonesias de 2014. Esto fue rechazado por la comunidad ahmadía, que insistía en que el Estado era responsable de garantizar  libertad religiosa para sus ciudadanos. El Instituto Wahid reafirmó la postura de Ahmadiyya, que advertía al gobierno que no tomara las medidas equivocadas.

### Segregación forzada
En Cisalada, un pueblo al sur de Yakarta existía un letrero que decía que estaba «prohibido a [un] ahmadí usar este camino», un ejemplo de segregación de los musulmanes ahmadíes de la mayoría musulmana.
Tras los terribles ataques a los ahmadíes en Cikeusik, provincia de Banten, un político indonesio sugirió una vez que se trasladara a los ahmadíes a una de los miles de islas deshabitadas de Indonesia, a fin de evitar conflictos entre los musulmanes ahmadíes y los conservadores musulmanes. Afirmó: Podemos elegir colocarlos en una isla para que tengan una vida decente 